# Amrita
Az Amrita szanszkrit eredetű női név, jelentése: halhatatlan. A hindu mitológiában az istenek italának a neve.

## Gyakorisága
Az újszülötteknek adott nevek körében az 1990-es években szórványosan fordult elő. A 2000-es és a 2010-es években sem szerepelt a 100 leggyakrabban adott női név között.
A teljes népességre vonatkozóan az Amrita sem a 2000-es, sem a 2010-es években nem szerepelt a 100 leggyakrabban viselt női név között.

## Névnapok
december 7.

## Híres Amriták
„Amrita” utónevű személyek szócikkeinek listája a Wikidata alapján